# Killarney-Turtle Mountain
Pour les articles homonymes, voir Killarney (homonymie).
Killarney-Turtle Mountain est une municipalité rurale du sud du Manitoba. Sa population s'établit à environ 2 300 personnes en 2005. Killarney est située à 20 km au nord de la frontière américaine, 100 km au sud de Brandon et 250 km au sud-ouest de Winnipeg.